# Lepanthes cyrtostele
Lepanthes cyrtostele är en orkidéart som beskrevs av Carlyle August Luer och Alexander Charles Hirtz. Lepanthes cyrtostele ingår i släktet Lepanthes och familjen orkidéer. Inga underarter finns listade i Catalogue of Life.